# Жінка з Еллінга

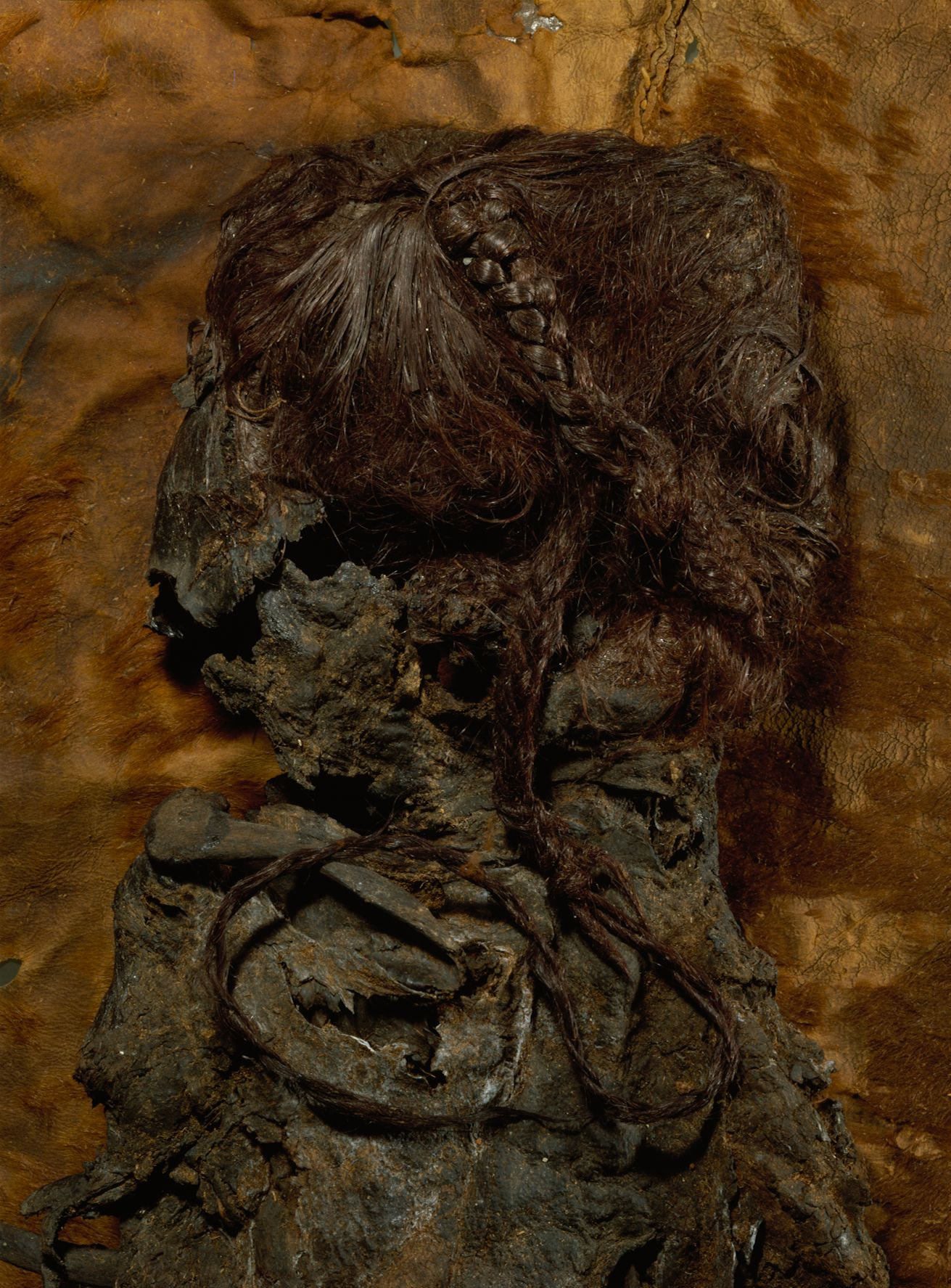
Жінка з Еллінга

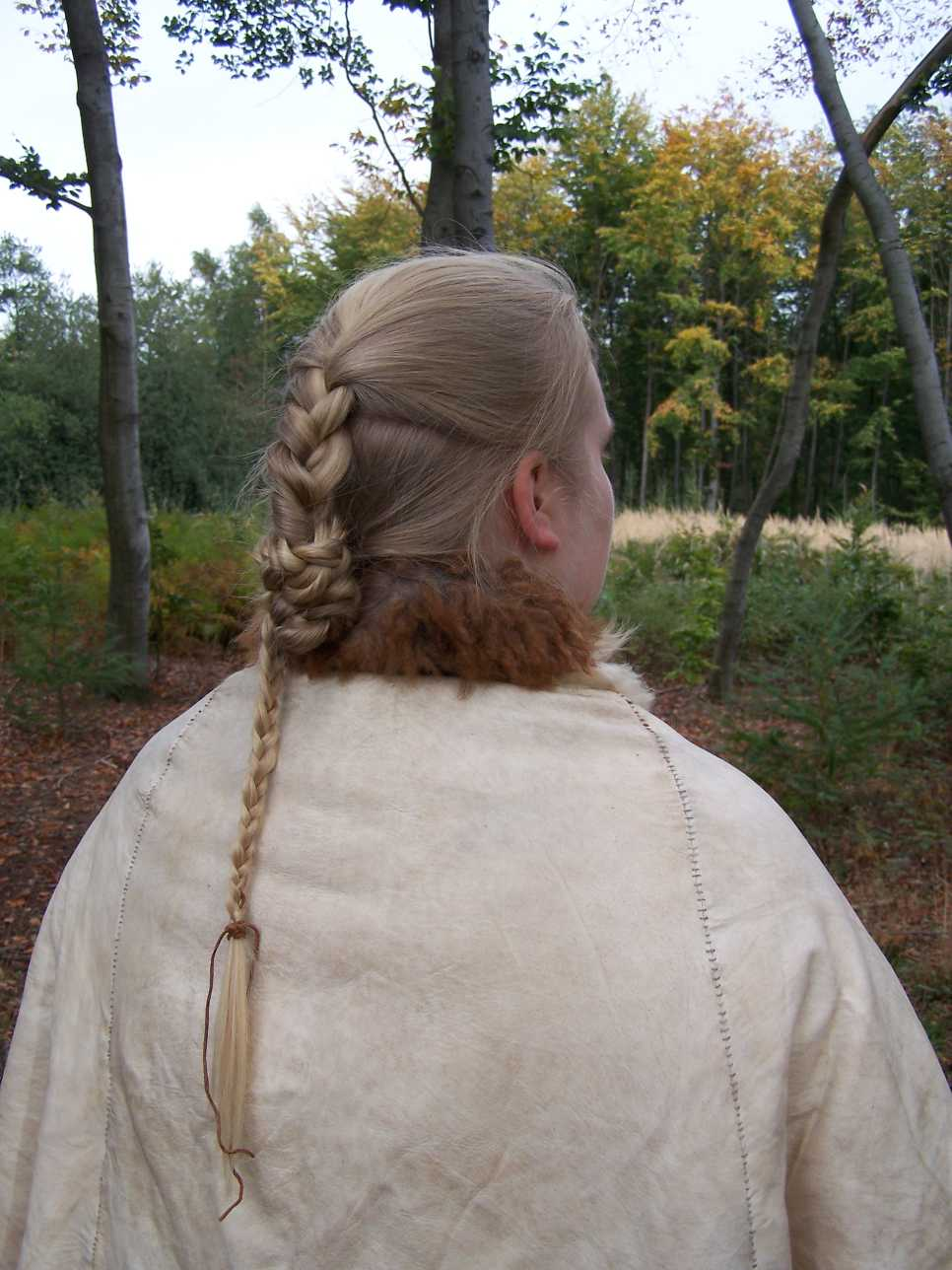
Реконструйована зачіска жінки з Еллінга

Жінка з Еллінга (дан. Ellingkvinden) — умовна назва жінки, яка загинула в епоху залізної доби і була похована в торф'яному болоті в околицях Сількеборга, Данія. Є одним з найкраще збережених тіл болотяних людей.
Тіло жінки з Еллінга було знайдене певним селянином у 1938 році  під час робіт з видобування торфу. Про знахідку він повідомив ученим і тіло було перевезено для вивчення до Копенгагену. Хоча відносно добре збереглася лише задня частина тіла і особливо волосся на голові, було встановлено, що труп належить жінці.
В 1930-х роках ще не було розроблено методів датування подібних знахідок, тому жінка з Еллінга довгий час пролежала в запасниках Національного музею Данії. Повномасштабне дослідження її тіла почалося лише в 1976 році. Вивчення зубів на рентгенівських знімках допомогло встановити, що вона померла в віці близько 25 років, а з допомогою радіовуглецевого аналізу вчені визначили і приблизний час смерті - близько 280 року до н. е. Швидше за все жінка з Еллінга була задушена або повішена, адже на її шиї залишився слід від шкіряного шнура, котрий було знайдено в тому ж болоті. Її довге волосся (близько 90 см) було заплетене в косу і укладене в досить складну зачіску.
Одяг жінки, що зберігся, складався з накидки, котра була пошита з чотирьох клаптів овчини, з'єднаних дуже акуратними стібками. Її довжина доходила до стегон. Ймовірно, що на жінці був й інший одяг, але швидше за все він був зітканий з рослинних волокон і повністю зітлів. На користь цього припущення вказує і той факт, що навколо її талії було пов'язано шкіряний пояс з овечої шерсті завдовжки 67 см і завширки 4 − 5 см.
Зараз тіло жінки з Еллінга перебуває в експозиції музею Сількеборга.